# Svend Albrechtsen
Svend Armand Albrechtsen (27. februar 1917 – 13. april 1975) var en dansk fodboldspiller, som spillede for Akademisk Boldklub i hele sin karriere. Han fik tre landskampe for det danske fodboldlandshold fra 1938 til 1939.

## Personlige liv
Albrechtsen var interneret i koncentrationslejren Buchenwald. 